# Dodge Kahuna
Pour les articles homonymes, voir Kahuna.

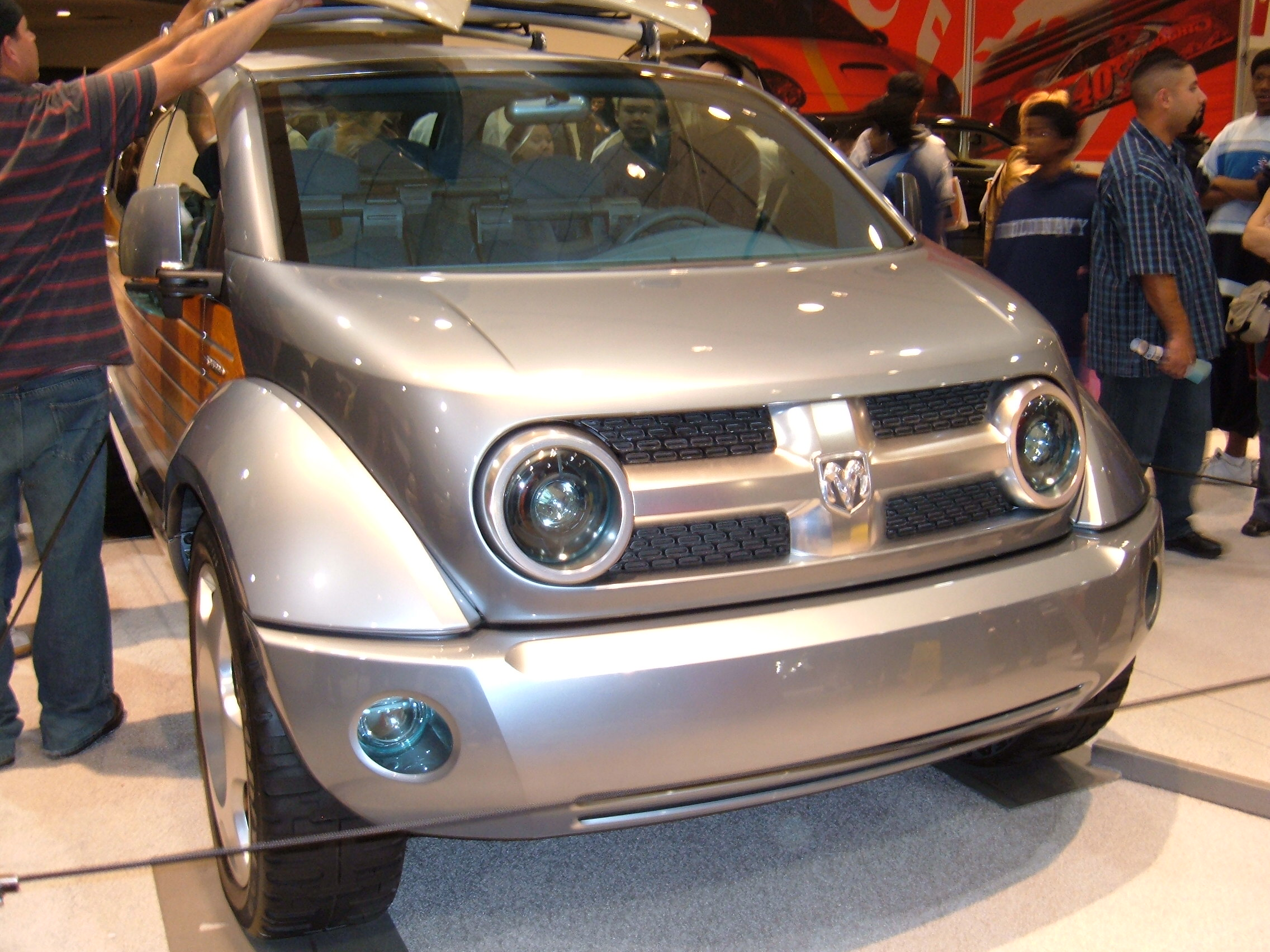
Avant du Dodge Kahuna.

La Dodge Kahuna est un concept car créé par Dodge - une variante de monospace destinée aux surfeurs - et présenté au Salon international de l'automobile d'Amérique du Nord 2003 avec la Dodge Avenger Concept.
Le Kahuna présentait un extérieur Pacific Blue et trois rangées de sièges flexibles - une variante des sièges Stow N' Go introduits dans les monospaces Chrysler de 2005. Il était propulsé par un moteur turbocompressé de 2,4 L (d'une puissance de 215 ch) couplé à une transmission automatique à 4 vitesses. La plupart des composants du Kahuna étaient basés sur ceux des monospaces de l'entreprise.